# Elšani
Elšani (makedonska: Елшани) är en ort i Nordmakedonien. Den ligger i den sydvästra delen av landet, 120 kilometer söder om huvudstaden Skopje. Elšani ligger 878 meter över havet och antalet invånare är 590. Elšani ligger vid Ohridsjön.